# Mirat
Mirat is een bestuurslaag in het regentschap Majalengka van de provincie West-Java, Indonesië. Mirat telt 5418 inwoners (volkstelling 2010).